# Phellopsis obcordata
Phellopsis obcordata es una especie de coleóptero de la familia Zopheridae.

## Distribución geográfica
Habita en Pensilvania y Nuevo Hampshire (Estados Unidos).